# Dan Burn
Daniel Johnson Burn, född 9 maj 1992, är en engelsk fotbollsspelare som spelar för Newcastle United.

## Karriär
Burn debuterade för Fulham den 4 januari 2014 i en 1–1-match mot Norwich City i FA-cupen.
Den 9 augusti 2018 värvades Burn av Brighton & Hove Albion, där han skrev på ett fyraårskontrakt. Burn lånades direkt tillbaka till Wigan Athletic på ett låneavtal fram till januari 2019.
Den 31 januari 2022 blev Burn klar för en återkomst i Newcastle United, där han skrev på ett 2,5-årskontrakt.